# Gruppi etnici in Romania

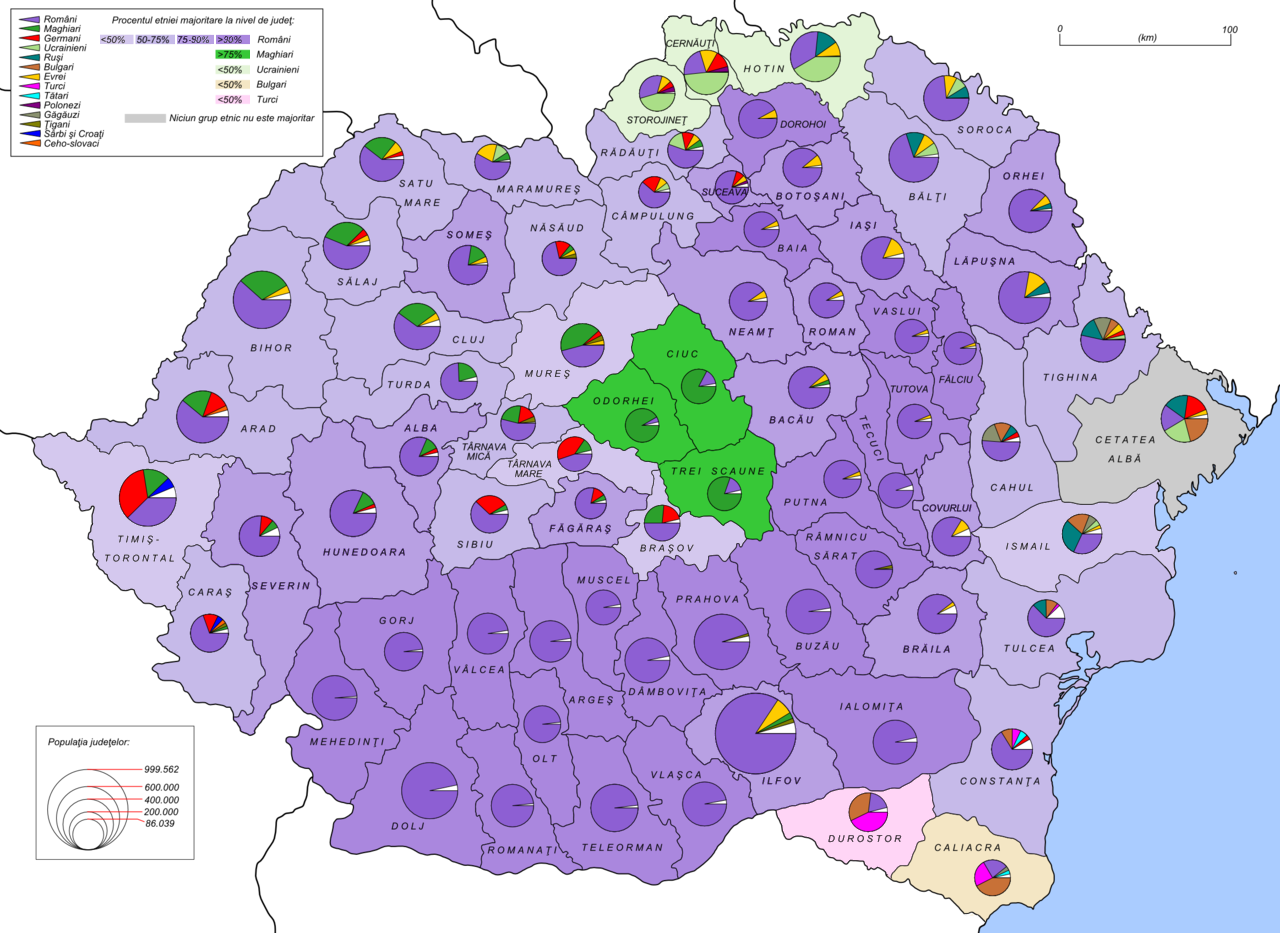
Struttura etnica della popolazione della Grande Romania secondo il censimento del 1930

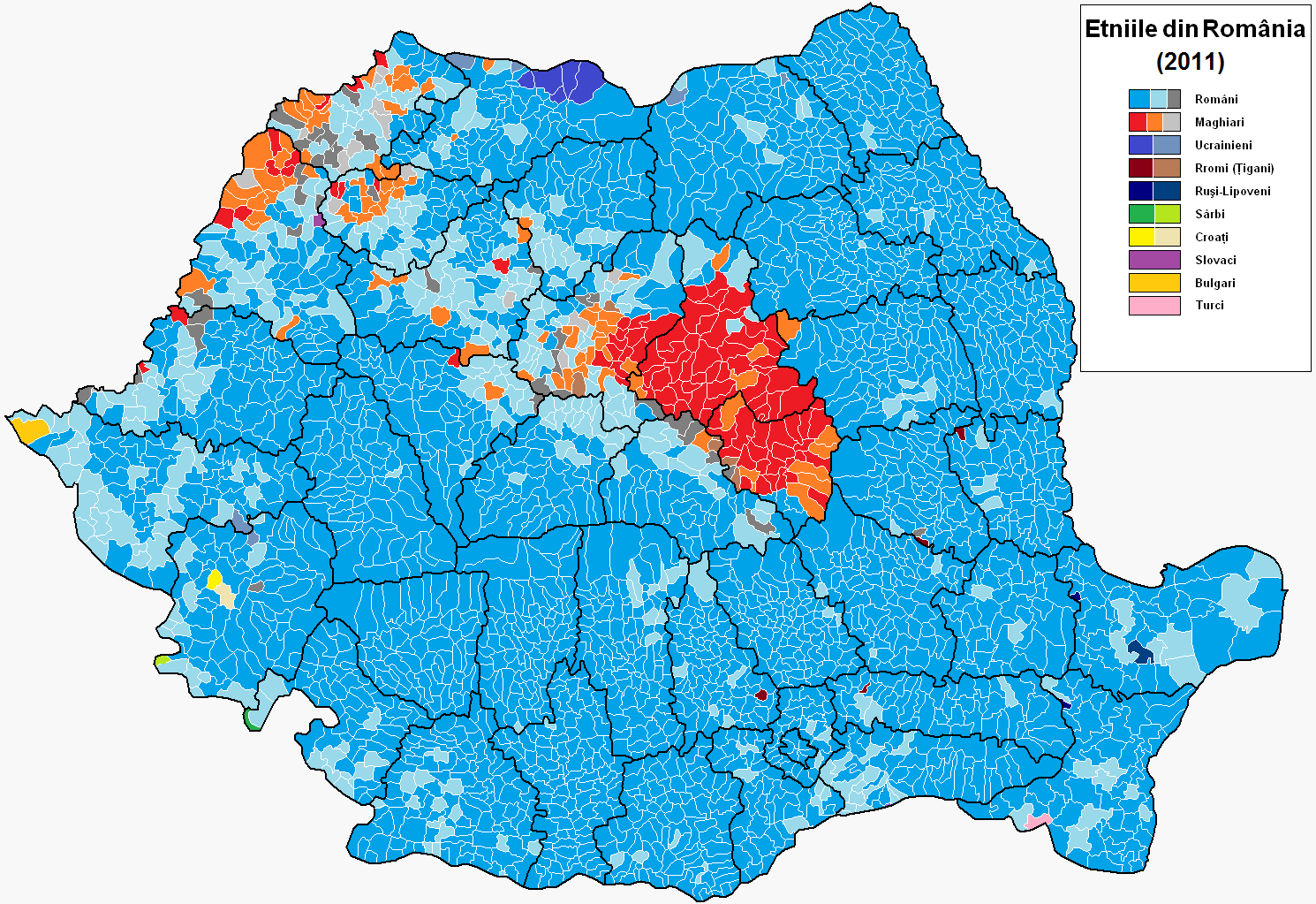
Etnie maggioritarie secondo censimento del 2011, suddivisione amministrativa a livello comunale.

I gruppi etnici in Romania sono gruppi della popolazione minoritari con tradizioni culturali, linguistiche e religiose specifiche. Regioni con diversità etniche notevoli sono Transilvania, Banato, Bucovina e Dobrugia. In zone con diversità etnica ridotta, Oltenia e Moldova, la rappresentanza etnica è ridotta sia a livello di pluralismo che politico.

## Censimento 2002
Il censimento della popolazione del 2002 presentava il 10,5% della popolazione romena (21.680.974) con etnia diversa da quella romena, e il 9% con madrelingua diversa dalla lingua romena.
| Etnia                             | Numero di persone                   | Percentuale della popolazione | Zone                                                                                        |
| --------------------------------- | ----------------------------------- | ----------------------------- | ------------------------------------------------------------------------------------------- |
| Magiari/Secui                     | 1.431.807 (532.000 secui)           | 6,9%                          | Transilvania, Banato, Crișana, Maramureș, Moldova (ceangăi), Bucarest, Bucovina             |
| Rom                               | 535.140                             | 2,46%                         | Transilvania, Banato, Oltenia e Muntenia (quasi tutta la nazione)                           |
| Ucraini                           | 61.098                              | 0,3%                          | Maramureș, Bucovina, Banato, Distretto di Tulcea                                            |
| Tedeschi di Romania (Sași, Svevi) | 59.764 (14.200 Sași e 29.950 Svevi) | 0,3%                          | Transilvania, Banato, Bucovina, Distretto di Satu Mare, Maramureș e Bucarest                |
| Russi-Lipovani                    | 35.791 (6.721 russi)                | 0,2%                          | Dobrugia, Distretto di Brăila, Bucovina, Moldova                                            |
| Turchi                            | 32.098                              | 0,15%                         | Dobrugia                                                                                    |
| Tatari                            | 23.935                              | 0,11%                         | Dobrugia                                                                                    |
| Serbi                             | 22.561                              | 0,10%                         | Banato                                                                                      |
| Slovacchi                         | 17.226                              | 0,1%                          | Distretto di Arad, Distretto di Bihor e Distretto di Sălaj, Banato                          |
| Bulgari                           | 8.025                               | 0.04%                         | Banato, Oltenia, Muntenia, Dobrugia                                                         |
| Croati                            | 6.807                               | 0.03%                         | Distretto di Caraș-Severin (Carașoveni), Timiș (località Recaș)                             |
| Greci                             | 6.472                               | 0.03%                         | Dobrugia, Muntenia                                                                          |
| Ebrei                             | 5.785                               | 0.03%                         | Bucovina, Moldova, Maramureș, Transilvania, Bucarest, Brăila                                |
| Cechi                             | 3.941                               | 0.02%                         | Banato (al sud)                                                                             |
| Polacchi                          | 3.559                               | 0.02%                         | Bucovina (Distretto di Suceava), Bucarest                                                   |
| Italiani                          | 3.288                               | 0.02%                         | Bucarest, Bacău, Iași, Suceava, Timișoara, Galați, Oțelu Roșu (Distretto di Hunedoara) etc. |
| Cinesi                            | 2.243                               | 0.01%                         | Bucarest (emigranti recenti)                                                                |
| Armeni                            | 1.780                               | 0.01%                         | Bucarest, Distretto di Costanza, Bucovina, Moldova, Transilvania, Craiova                   |
| Ceangăi                           | 1.266                               | 0.01%                         | Distretto di Bacău, Neamț, Iași, Vrancea, Vaslui                                            |
| Altri                             | 13.653                              | 0.06%                         |                                                                                             |
| Totale                            | 2.276.138                           | 10.49%                        |                                                                                             |

## Censimento 2011
| Etnia                             | Numero di persone | Percentuale della popolazione | Zone                                                                            |
| --------------------------------- | ----------------- | ----------------------------- | ------------------------------------------------------------------------------- |
| Rom                               | 1.850.000         | 12%                           | Transilvania, Banato, Oltenia e Muntenia (quasi tutta la nazione)               |
| Magiari/Secui                     | 1.227.623         | 6,5%                          | Transilvania, Banato, Crișana, Maramures, Moldova (ceangăi), Bucarest, Bucovina |
| Ucraini                           | 50.920            | 0,27%                         | Maramureș, Bucovina, Banato, Distretto di Tulcea                                |
| Tedeschi di Romania (Sași, Svevi) | 36.042            | 0,19%                         | Transilvania, Banato, Bucovina, Distretto di Satu Mare, Maramureș e Bucarest    |
| Russi-Lipovani                    | 23.487            | 0,12%                         | Dobrugia, Distretto di Brăila, Bucovina, Moldova                                |
| Turchi                            | 27.698            | 0,15%                         | Dobrugia                                                                        |
| Tatari                            | 20.282            | 0,11%                         | Dobrugia                                                                        |
| Serbi                             | 18.076            | 0,10%                         | Banato                                                                          |
| Slovacchi                         | 13.654            | 0,07%                         | Distretto di Arad, Distretto di Bihor e Distretto di Sălaj, Banato              |
| Bulgari                           | 7.336             | 0.04%                         | Banato, Oltenia, Muntenia, Dobrugia                                             |
| Croati                            | 5.408             | 0.03%                         | Distretto di Caraș-Severin (Carașoveni), Timiș (località Recaș)                 |
| Greci                             | 3.668             | 0.02%                         | Dobrugia, Muntenia                                                              |
| Ebrei                             | 3.271             | 0.02%                         | Bucovina, Moldova, Maramureș, Transilvania, Bucarest, Brăila                    |
| Cechi                             | 2.477             | 0.01%                         | Banato (nel sud)                                                                |
| Polacchi                          | 2.543             | 0.01%                         | Bucovina (Distretto di Suceava), Bucarest                                       |
| Italiani                          | 3.203             | 0.02%                         | Câmpulung Muscel, Iași, Timișoara, Distretto di Hunedoara e Dobrugia            |
| Cinesi                            | 2.017             | 0.01%                         | Bucarest (emigranti recenti)                                                    |
| Armeni                            | 1.361             | >0.01%                        | Bucarest, Distretto di Costanza, Bucovina, Moldova, Transilvania, Craiova       |
| Ceangăi                           | 1.536             | >0.01%                        | Distretto di Bacău, Neamț, Iași, Vrancea, Vaslui                                |
| Altri                             | 18.524            | 0.10%                         |                                                                                 |
| Totale                            | 2.091.963         | 11.08%                        |                                                                                 |

## Cultura

### Editura Kriterion
Nel 1970, lo scrittore di etnia magiara Géza Domokos promosse l'iniziativa di pubblicare testi in lingua diversa da quella romena, facendo traduzioni. La Editura Kriterion, pubblicò testi in lingua diversa dalla romena, di opere tradizionali di Romania. Conseguentemente alla liberalizzazione dovuta alla caduta del comunismo con la rivoluzione romena del 1989, Editura Kriterion ha esteso la sua opera verso lingue di recente introduzione sul territorio rumeno (Bibliotheca Islamica e Biblioteca Romă).

## Rappresentanti parlamentari
In rappresentanza delle 18 minoranze etniche, il partito magiaro UDMR ha 27 deputati in Parlamento (7.83%) e 12 senatori (8.57%).
Comunità etniche minoritarie sono rappresentate da:
- Uniunea Democrată Maghiară din România (UDMR)
- Uniunea Armenilor din România
- Uniunea Democrată Turcă din România
- Uniunea Polonezilor din România "Dom Polski"
- Asociația Italienilor din România RO.AS.IT
- Uniunea Democrată a Tătarilor Turco-Musulmani din România
- Uniunea Ucrainenilor din România
- Asociația Macedonenilor din România
- Uniunea Culturală a Rutenilor din România
- Forumul Democrat al Germanilor din România
- Uniunea Sârbilor din România
- Comunitatea Rușilor Lipoveni din România
- Asociatia Liga Albanezilor din România
- Uniunea Democratică a Slovacilor și Cehilor din România
- Uniunea Bulgarilor din Banat – România
- Partida Romilor Social Democrată din România
- Uniunea Croaților din România
- Federația Comunităților Evreiești din România
- Uniunea Elenă din România